# NGC 1765
NGC 1765 (другие обозначения — ESO 119-24, AM 0457-620, PGC 16444) — линзообразная галактика (SB0) в созвездии Золотой Рыбы. Открыта Джоном Гершелем в 1834 году. Описание Дрейера: «довольно тусклый, маленький объект круглой формы, немного более яркий в середине». Избыток цвета галактики B−V, вызванный межзвёздным покраснением от вещества Большого Магелланова Облака, составляет 0,03m.